# Polarium
A Polarium egy puzzle játék amit a Mitchell Corporation fejlesztett Nintendo DS-re. A játékosnak a stylus segítségével kell vonalakat rajzolnia a DS érintő kijelzőjén, így módosítva a fekete és fehér csempék színét.

## Játékmenet
A játékteret csempék töltik ki, felettük elhúzva a stylust színük fehérről feketére, illetve vissza változik. A hagyományos Kihívás módban Tetris szerűen érkeznek a csempesorok, a cél az, hogy ezeknek helyet csináljon a játékos. A sorok akkor törlődnek, ha egy sorban egyszínű csempék kerülnek. A játékteret egy szürke színű semleges keret öleli körbe, ennek a színe nem változik, de segítségével hosszabb vonalakat lehet húzni egyszerre. A pontozás a Kihívás és egymás elleni módban az egyszerre eltüntetett sorokon alapul. Ha két vagy több vonalhúzás után is sikerül sorokat eltüntetni, úgynevezett láncok alakulnak ki. Minél tovább tartja fent a láncot a játékos, annál több extra pontot kap. A húzott vonal nem keresztezheti önmagát.

### Játékmódok
- Challenge (kihívás) A csempék folyamatosan érkeznek a játéktér tetejéről. A játékosnak a lehető legrövidebb időn belül el kell tüntetni a sorokat, mert ha azok feltöltik a teljes játékteret, akkor a játéknak azonnal vége. Minden 100 eltüntetett sor után szintet lép a játékos, maximum 10 szint érhető el. Minden szint végén érkezik egy rózsaszín sor, ami a játéktér aljára érve törli a felette felhalmozódott csempéket és ad 10.000 pont bónuszt. A fentről érkező sorok eleinte egyszerűbbek, de a szint növekedésével egyre bonyolultabbak. Például a játék legelején könnyedén kivitelezhet 3 sor eltüntetése egy vonással.
  - Practice (gyakorlás) Ez a mód teljesen megegyezik a kihívás játékmenetével. Folyamatosan érkeznek fentről a csempesorok, de csak egy szint játszahtó végig. A szint választható, de csak azok érhetők el, amiket a kihívás módban elért a játékos.
  - High Score (pontlista) Akár nyer, akár veszít a játékos, amennyiben elég pontot ért el, az felkerül a Top 3-as pontlistára. Más játékokban megszokott névbeírás helyett a játékos rajzolhat valamit az elért pontja mellé. Később a játékos megtekintheti ezeket a pontokat és rajzokat.
- Puzzle A játékosnak összetett csempekombinációkat kell egy vonáásal eltüntetnie. 100 előre elkészített puzzle van, de ezek mellé készíthető saját feladvány is. Egy számokbol álló kódsorozattal a saját feladványok átadhatók más játékosoknak. Ha mind a 100 puzzlet megoldja a játékos, egy mosolygó arc jelenik meg a két kijelzőn és kiírja a program - a választott nyelven - hogy mind a 100 puzzle teljesítve lett, valamint elérhető lesz a készítők listája.
- Versus (egymás elleni játék) A játékosoknak folyamatosan kell a csempéket eltüntetniük. Ha a sorok törlődnek, megjelenik az ellenfél képernyője, amin ha sort tüntet el a játékos, akkor a másik keretét blokkolhatja vagy büntető csempékkel sújthatja.
- Lounge (pihenő) Itt található meg a gyakorló mód, a játék beállításai módosíthatók és vezeték nélküli átvitellel lehet egyedileg készített puzzleokat cserélni. A készítők listája is itt tekinthető meg, ha a lehetőséget már feloldották.

## Demo verzió
Más játékos, aki szintén rendelkezik egy Nintendo DS-el, letölthet konzolja memóriájába a játék kipróbálható, korlátozott verzióját. Ezt egy Polariummal rendelkező játékostól, vagy egy erre kialakított kioszktól teheti meg. A letöltés a gép kikapcsolása után elvész.
- Tutorial: Egy gyors oktatás a játék működéséről, megegyezik a teljes játékban látottal.
- Puzzles: Ebben a módban 10 egyszerű puzzle található. Az első 5 ebből a következő betűket rakja ki a csempékből: "PO LA RI UM DS", ezek a feladványok csak a demó verzióban találhatók meg.
- Versus: Egy másik, Polarium játékkal rendelkező játékos ellen küzdhetünk.